# Cerkiew Zaśnięcia Bogurodzicy w Klimkówce
Cerkiew Zaśnięcia Bogurodzicy w Klimkówce – dawna cerkiew greckokatolicka znajdująca się w Klimkówce, wzniesiona w 1914, zburzona ze względu na utworzenie zalewu i odbudowana na obecnym miejscu w 1983.
Po odbudowie użytkowana przez kościół rzymskokatolicki. Pełni funkcję kościoła pomocniczego parafii w Łosiu.

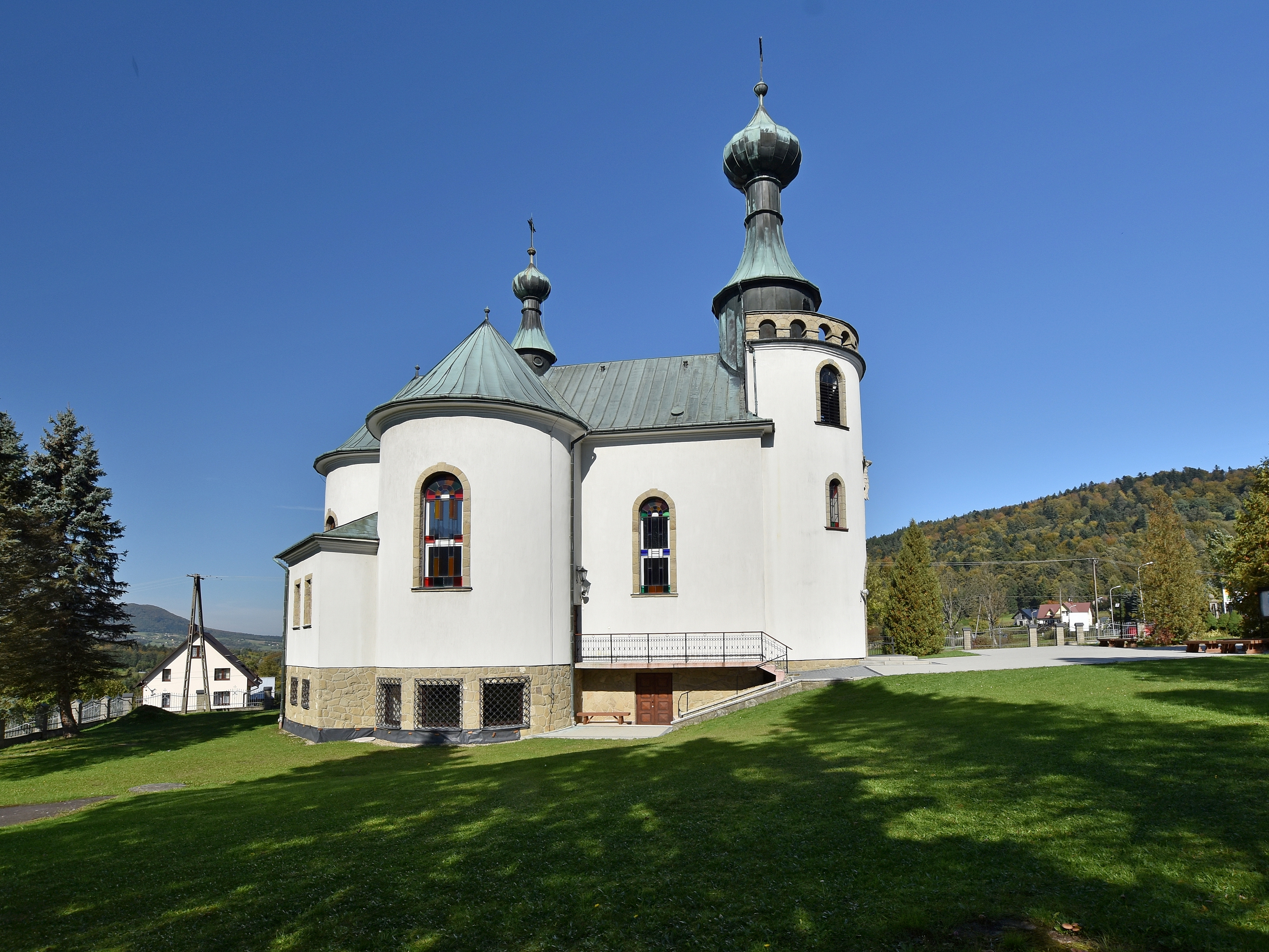
Elewacja południowa
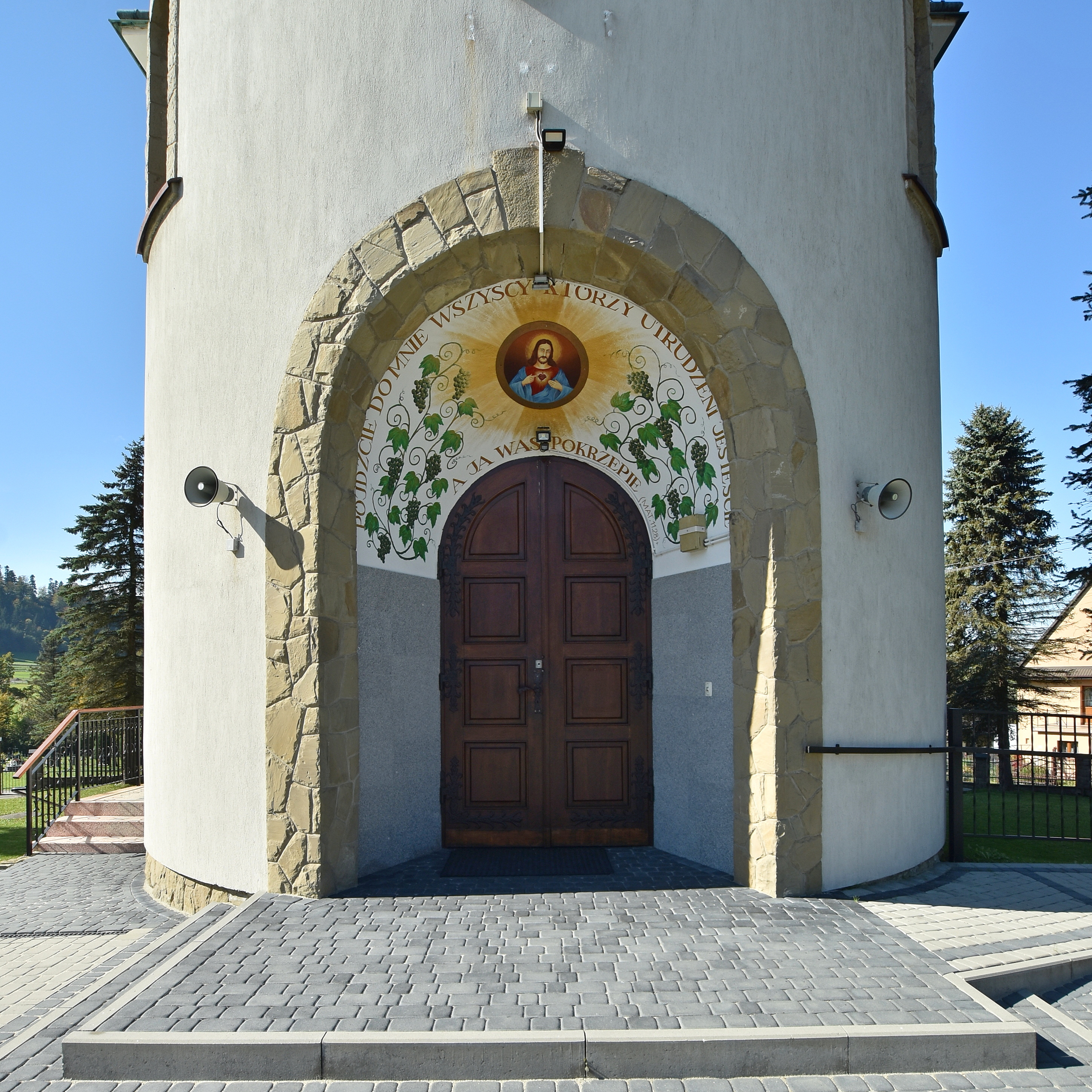
Wejście
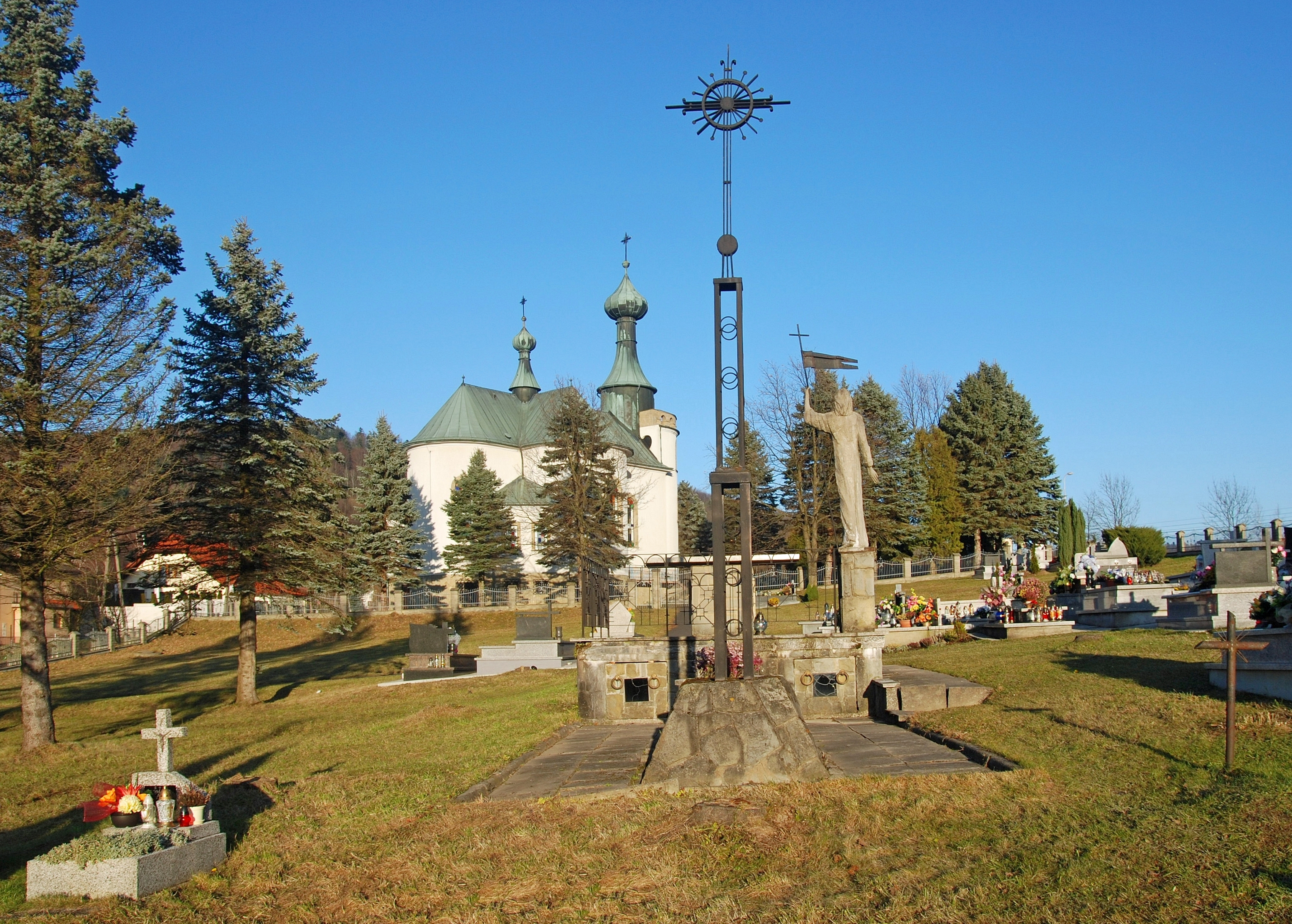
Widok ogólny od strony cmentarza